# Hilari Moreno Castelló
Hilari Moreno Castelló (Barcelona, 1951) és un espeleòleg i ex-dirigent esportiu.
S'inicià com a espeleòleg al Club Excursionista de Gràcia i el 1969 creà el Grup de Recerques i Exploracions Subterrànies (GRES) del Centre Excursionista Sant Martí, que presidí. Posteriorment, es feu soci del grup d'espeleologia de la Secció d'Investigació i Recuperació Espeleològica (SIRE) de la Unió Excursionista de Collblanc (1971-77) i del Grup d'Espeleologia de l'Hospitalet de Llobregat (1977). Nomenat president i representant de totes les Seccions d'Investigacions i Recerques Espeleològiques de Catalunya, a finals de 1977 ingressà com a secretari general del Comitè Catalanobalear d'Espeleologia i, el 1995, ocupà el mateix càrrec a la Federació Catalana d'Espeleologia, dos anys després va accedir a la vicepresidència i el 1999 ocupà la presidència. Ha estat reelegit en dues ocasions més, i el 2008 també va entrar a la Federació Espanyola com a vicepresident. Ha davallat diferents coves de Catalunya, l'Estat espanyol, França i Itàlia, i té el títol de tècnic esportiu (CIATE) en espeleologia, canons i engorjats i espeleobusseig, i és jutge nacional de competicions espeleològiques. Durant el seu mandat a, ha impulsat el I Congrés Català d'Espeleologia (2004), la revista especialitzada Espeleo-Cat (2003), l'edició del llibre Cent anys d'Espeleologia a Catalunya (2000), la creació de les seccions d'Ecologia i Conservació de Cavitats (2000) i Villalta d'Arqueologia i Paleontologia (2004), i les competicions tècniques de progressió vertical (2005). ´ El 25 de maig de 2016, es substituït al capdavant de la Federació Catalana d'Espeleologia, per En Lluís Domingo Milà.